# Ban Chấp hành Trung ương Đảng Nhân dân Cách mạng Lào
Ban chấp hành Trung ương Đảng Nhân dân Cách mạng Lào (tiếng Lào: ຄະນະບໍລິຫານງານສູນກາງ ພັກປະຊາຊົນປະຕິວັດ ລາວ được thành lập vào năm 1955, là cơ quan cao nhất của Đảng Nhân dân Cách mạng Lào. Được bầu định kỳ 5 năm một lần bởi Đại hội Đảng toàn quốc. Số lượng các thành viên trong Trung ương Đảng do Đại hội Đảng toàn quốc quyết định, và số lượng qua mỗi kỳ đại hội đang tăng lên.
Ban chấp Trung ương Đảng bổ nhiệm nhiều người quyền lực cao nhất ở Lào, bao gồm cả Tổng Bí thư và các thành viên của Bộ Chính trị, Ban Bí thư Trung ương.
Tất cả các ủy viên của Ban chấp hành Trung ương Đảng đều có quyền đề cử các thành viên của Bộ Chính trị. Ngoài ra, có ủy viên dự khuyết. Các ủy viên dự khuyết Trung ương Đảng cũng có thể tham gia Trung ương Đảng, nhưng chỉ có quyền phát biểu và không có quyền bỏ phiếu. Khi một thành viên của Ban chấp Trung ương Đảng bị khuyết vì một số lý do, ủy viên dự khuyết được bầu thay thế theo số phiếu nhận được.

## Lịch sử
Sau khi Đại hội lần thứ hai Đảng Cộng sản Đông Dương được tổ chức quyết định việc mỗi nước Đông Dương cần có một đảng riêng biệt để lãnh đạo cách mạng cho phù hợp với từng nước.
Ngày 22/3/1955 tại Hủa Phăn, các đảng viên Đảng Cộng sản Đông Dương ở Lào đã quyết định nhóm họp và thành lập Đảng Nhân dân Lào. Tại Đại hội các đại biểu đã thống nhất bầu ra Ban chỉ đạo Trung ương Đảng gồm 5 ủy viên (Kaysone Phomvihane, Nouhak Phoumsavanh, Bun Phommahaxay, Sisavath Keobounphanh, Khamseng Sivilai).
Quá trình mở rộng cách mạng, tháng 5/1955 đã bổ sung thêm Souphanouvong, Phoumi Vongvichit, Phoun Sipraseuth. Và tháng 6/1959, Ban chỉ đạo Trung ương Đảng được đổi tên thành Ban chấp hành Trung ương Đảng.
Đầu năm 1972, Đảng Nhân dân Lào tổ chức đại hội. Đại hội chính thức đổi tên Đảng Nhân dân Lào thành Đảng Nhân dân Cách mạng Lào. Bầu ra Ban chấp hành Trung ương Đảng khóa mới gồm 23 ủy viên chính thức và 6 ủy viên dự khuyết. Đồng thời tại kỳ đại hội này, Ban chấp hành Trung ương Đảng đã bầu ra Bộ Chính trị và Ban bí thư Trung ương.
Tháng 12/1975, Cách mạng Lào thắng lợi. Các đảng viên Đảng Nhân dân Cách mạng Lào nắm hầu hết các vị trí quan trọng của Nhà nước và Quốc hội. Các ủy viên Trung ương nắm tuyệt đối Chính phủ, Quốc hội. Đây là giai đoạn đầy biến động, Ban chấp hành Trung ương Đảng phải phụ trách những công việc lớn mà trước đây chưa thực hiện bao giờ như kinh tế, giữ trật tự trị an, an ninh biến giới, chống lại các phong trào ly khai,... Tình hình chỉ trở nên ổn định vào đầu những năm 1980.
Khi tình hình xã hội, kinh tế, chính trị được ổn định; Ban chấp hành Trung ương Đảng đã quyết định tổ chức Đại hội Đảng toàn quốc để thông qua một số vấn đề quan trọng, và đồng thời bổ sung thêm thành viên của Ban chấp hành Trung ương. Ban chấp hành Trung ương Đảng khóa mới gồm 49 ủy viên chính thức, 6 ủy viên dự khuyết. Số lượng ủy viên chính thức tăng gấp đôi so với khóa trước. Kể từ Đại hội III, cứ mỗi năm năm lại tổ chức Đại hội Đảng một lần.

## Chức năng và nhiệm vụ
Ban chấp hành Trung ương Đảng là cơ quan lãnh đạo cao nhất của Đảng Nhân dân Cách mạng Lào giữa hai kỳ Đại hội Đảng, có quyền hạn và nhiệm vụ sau:

### Nhiệm vụ
- Chuẩn bị và triệu tập Đại hội đại biểu toàn quốc. Hội nghị toàn quốc giữa nhiệm kỳ của Đảng;
- Lãnh đạo việc thực hiện nghị quyết Đại hội Đại biểu Toàn quốc, Điều lệ Đảng, nghị quyết của Trung ương Đảng;
- Xây dựng sự đoàn kết thống nhất trong Đảng, là trung tâm của khối đoàn kết của toàn Đảng;
- Nghiên cứu và thống nhất những vấn đề quan trọng có tính chất chiến lược và chính sách đối ngoại;
- Lãnh đạo công tác quốc phòng-an ninh;
- Thống nhất và lãnh đạo thực hiện tốt các chủ trương về tổ chức, công tác xây dựng Đảng - cán bộ, công tác Mặt trận Tổ quốc Lào, công tác Cựu chiến binh, công tác đoàn thể và công tác tài chính Đảng;
- Đại diện của Đảng giao lưu với các chính đảng các quốc gia hữu nghị chiến lược và các chính đảng của các quốc gia khác;

### Quyền hạn
- Xem xét, quyết định bầu (từ các ủy viên chính thức) và miễn nhiệm Tổng bí thư, ủy viên Bộ Chính trị, ủy viên Ban bí thư Trung ương;
- Xem xét, quyết định bầu bổ sung (từ các ủy viên dự khuyết) và miễn nhiệm ủy viên Trung ương Đảng;
- Xác định số lượng, cơ cấu, tiêu chuẩn, điều kiện của các Ủy viên Trung ương Đảng, Ủy viên Bộ Chính trị, Bí thư Trung ương Đảng;
- Nghe báo cáo và kiểm tra hoạt động lãnh đạo của Bộ Chính trị Trung ương Đảng và Ban Bí thư Trung ương Đảng định kỳ 2 lần/năm;
- Quyết định phê chuẩn các nghị quyết do Bộ chính trị, Ban bí thư Trung ương ban hành;
- Ban hành các quy định, hướng dẫn, quyết định;
- Giám sát các hoạt động các cơ quan tham mưu, giúp việc của Trung ương Đảng;
- Giám sát các hoạt động của từng ủy viên do Trung ương Đảng bầu;
- Một số nhiệm vụ khác theo quy định.

## Hội nghị Trung ương
Theo định lệ, mỗi năm Ban chấp hành Trung ương Đảng sẽ tổ chức hai Hội nghị toàn thể. Trong trường hợp cần thiết có thể tổ chức họp.
Trước mỗi Hội nghị, các nội dung phiên họp và các văn bản có liên quan sẽ được Ban Tổ chức Trung ương Đảng và Văn phòng Trung ương Đảng phối hợp nội dung chuyển tới từng ủy viên Trung ương chính thức và dự khuyết, và một số đảng viên được Bộ Chính trị phê chuẩn. Văn bản được chuyển tới không muộn quá 1 tuần trước Hội nghị.
Trong một số trường hợp về bầu bổ sung nhân sự do Bộ Chính trị giới thiệu, nếu không được đa số ủy viên thông qua, ứng viên do Bộ chính trị sẽ không được phê chuẩn. Bộ chính trị có thể giới thiệu nhân sự khác thay thế để biểu quyết trong Hội nghị.

## Nhiệm kỳ
Ban chấp hành Trung ương Đảng có nhiệm kỳ là 5 năm. Nhiệm kỳ kèo dài đến khi Đại hội Đảng toàn quốc bầu ra Ban chấp hành Trung ương khóa mới.
Trong trường hợp tình trạng khẩn cấp, không thể tổ chức Đại hội Đảng toàn quốc, Ban chấp hành Trung ương Đảng được phép kèo dài nhiệm kỳ đến thời gian ổn định có thể tổ chức Đại hội Đảng toàn quốc hoặc Hội nghị toàn quốc.
Nếu 2/3 số lượng tỉnh ủy, thành ủy kiến nghị tổ chức Đại hội Đảng sớm. Ban chấp hành Trung ương Đảng bắt buộc phải triệu tập Đại hội Đảng sớm hơn thời gian quy định.

## Ban chấp hành Trung ương các khóa
| Khóa | Giới tính | Giới tính | Ủy viên    | Ủy viên   | Bầu lại | Nhiệm kỳ   | Nhiệm kỳ    | Thời gian        |
| Khóa | Nam       | Nứ        | Chính thức | Dự khuyết | Bầu lại | Bổ nhiệm   | Miễn nhiệm  | Thời gian        |
| ---- | --------- | --------- | ---------- | --------- | ------- | ---------- | ----------- | ---------------- |
| I    | 16        | 0         | 16         | —         | 13      | 14/4/1955  | 3/2/1972    | 16 năm, 295 ngày |
| II   | 28        | 1         | 23         | 6         | 28      | 6/2/1972   | 30/4/1982   | 10 năm, 83 ngày  |
| III  | 55        | 4         | 49         | 6         | 40      | 30/4/1982  | 15/11/1986  | 4 năm, 199 ngày  |
| IV   | 55        | 5         | 51         | 9         | 33      | 15/11/1986 | 29/3/1991   | 4 năm, 134 ngày  |
| V    | 55        | 4         | 55         | 4         | 35      | 29/3/1991  | 20/3/1996   | 4 năm, 357 ngày  |
| VI   | 45        | 4         | 49         | —         | 38      | 20/3/1996  | 18/3/2001   | 4 năm, 363 ngày  |
| VII  | 50        | 3         | 53         | —         | 36      | 14/3/2001  | 21/3/2006   | 5 năm, 7 ngày    |
| VIII | 51        | 4         | 55         | —         | 42      | 21/3/2006  | 21/3/2011   | 5 năm, 0 ngày    |
| IX   | 56        | 5         | 61         | —         | 39      | 21/3/2011  | 22/1/2016   | 4 năm, 307 ngày  |
| X    | 67        | 10        | 69         | 8         | 46      | 22/1/2016  | 15/1/2021   | 4 năm, 359 ngày  |
| XI   | 67        | 14        | 71         | 10        | —       | 15/1/2021  | Đương nhiệm | 4 năm, 73 ngày   |

## Cơ quan trực thuộc
Ban Chấp hành Trung ương Đảng có các cơ quan trực thuộc:
- Văn phòng Trung ương Đảng
- Ban Đối ngoại Trung ương Đảng
- Ủy ban Kiểm tra Trung ương Đảng
- Ban Tổ chức Trung ương Đảng
- Ban Tuyên huấn Trung ương Đảng
- Ủy ban Quốc phòng và An ninh Trung ương
- Học viện Chính trị Hành chính Quốc gia
- Báo Pasaxon

## Cố vấn Ban chấp hành Trung ương
Trong giai đoạn từ năm 1991-2011, Ban chấp hành Trung ương Đảng thiết lập chức danh Cố vấn Trung ương:
| Ban Chấp hành Trung ương Đảng | Cố vấn             | Chức vụ từng nắm giữ                                         | Nhiệm kỳ            | Ghi Chú                |
| ----------------------------- | ------------------ | ------------------------------------------------------------ | ------------------- | ---------------------- |
| Khóa V                        | Souphanouvong      | Chủ tịch nước                                                | 29/3/1991-20/3/1996 | Mất khi đang tại nhiệm |
| Khóa V                        | Phoumi Vongvichit  | Quyền chủ tịch nước, Chủ tịch Mặt trận Lào Xây dựng Đất nước | 29/3/1991-20/3/1996 | Mất khi đang tại nhiệm |
| Khóa V                        | Sisomphon Lovansay | Quyền Chủ tịch Ủy ban Thường vụ Hội đồng Nhân dân Tối cao    | 29/3/1991-20/3/1996 | Mất khi đang tại nhiệm |
| Khóa VI                       | Nouhak Phoumsavanh | Chủ tịch nước, Chủ tịch Quốc hội                             | 24/2/1998-18/3/2001 |                        |
| Khóa VII                      | Nouhak Phoumsavanh | Chủ tịch nước, Chủ tịch Quốc hội                             | 18/3/2001-21/3/2006 |                        |
| Khóa VIII                     | Khamtai Siphandon  | Chủ tịch Đảng, Chủ tịch nước, Thủ tướng                      | 21/3/2006-21/3/2011 |                        |